# بلوبر تیم
بلوبر تیم (به انگلیسی: Bloober Team) یک شرکت توسعه دهنده بازی ویدئویی لهستانی واقع در کراکوف است.
این شرکت در نوامبر ۲۰۰۸ توسط پیتر بابیانو و پیتر بیلاتوویچ تأسیس شد. این شرکت بیشتر برای ساخت بازی های ترسناک مانند لایه‌های ترس و مدیوم شناخته می‌شود